# Yut Bash Uno
Yut Bash Uno är en ort i Mexiko.   Den ligger i kommunen Chamula och delstaten Chiapas, i den sydöstra delen av landet, 700 km öster om huvudstaden Mexico City. Yut Bash Uno ligger 2 407 meter över havet och antalet invånare är 200.
Terrängen runt Yut Bash Uno är kuperad. Runt Yut Bash Uno är det tätbefolkat, med 530 invånare per kvadratkilometer. Närmaste större samhälle är San Cristóbal de las Casas, 8,6 km söder om Yut Bash Uno. Omgivningarna runt Yut Bash Uno är en mosaik av jordbruksmark och naturlig växtlighet.